# Trichaphodius meruanus
Trichaphodius meruanus är en skalbaggsart som beskrevs av Vladimir Balthasar 1967. Trichaphodius meruanus ingår i släktet Trichaphodius och familjen Aphodiidae. Inga underarter finns listade i Catalogue of Life.